# Ehemalige Taubstummenanstalt Wildeshausen
Die Gebäude der Ehemaligen Taubstummenanstalt bzw. Gehörlosenschule in Wildeshausen, Herrlichkeit 9, zwischen Alexanderkirche und nördlichem Stadtwall, stammen von 1895 und 1908.
Die Gebäude stehen unter Denkmalschutz.

## Geschichte
Die älteste Sonderschule in Niedersachsen wurde 1820 als Taubstummenanstalt mit finanzieller Unterstützung des Herzogs von Oldenburg Peter I gegründet. Unterrichtet wurde anfänglich in einem eingeschossigen Gebäude mit einem zweigeschossigen Giebelrisalit. 1853 hieß sie Großherzogliche Oldenburgische Taubstummenanstalt. Sie war von 1854 bis 1984 eine Landeseinrichtung für die Gehörlosen. 1895 entstand der Neubau und 1908 die Turnhalle. 1920 wurden 48 Kinder in vier Klassen von fünf Lehrkräften unterrichtet. 1938 wurde der Sozialhilfeverband Oldenburg Träger der Schule. 1948 richtete der Verband ein Schülerinternat ein.
Das Niedersächsische Sozialministerium wurde Träger und bestimmte 1971, dass Oldenburg der Standort des neuen Bildungs- und Beratungszentrums für gehörlose und schwerhörige Menschen für das gesamte nördliche Niedersachsen von der Ems bis zur Elbe wird. Von 1975 bis 1982 wurden neue Gebäude in Oldenburg-Eversten, Lerigauweg 39, gebaut und die Einrichtung in Landesbildungszentrum für Hörgeschädigte Oldenburg (LBZH Oldenburg) benannt.
Die Gebäudegruppe in Wildeshausen besteht aus
- dem zweigeschossigen verputzten T-förmigen Schulhaus von 1895 mit Satteldach, mit dem traufständig eineinhalbgeschossigen rechten Flügel mit einem Mezzaningeschoss und Eingang in der linken Achse sowie dem linken giebelständigen Flügel mit  segmentbogigen (EG) und rundbögigen (OG) Fenstern, verbunden mit einem Brüstungsgesims im EG; 1985 bis 1986 erfolgte ein Umbau zum Polizeidienstgebäude,

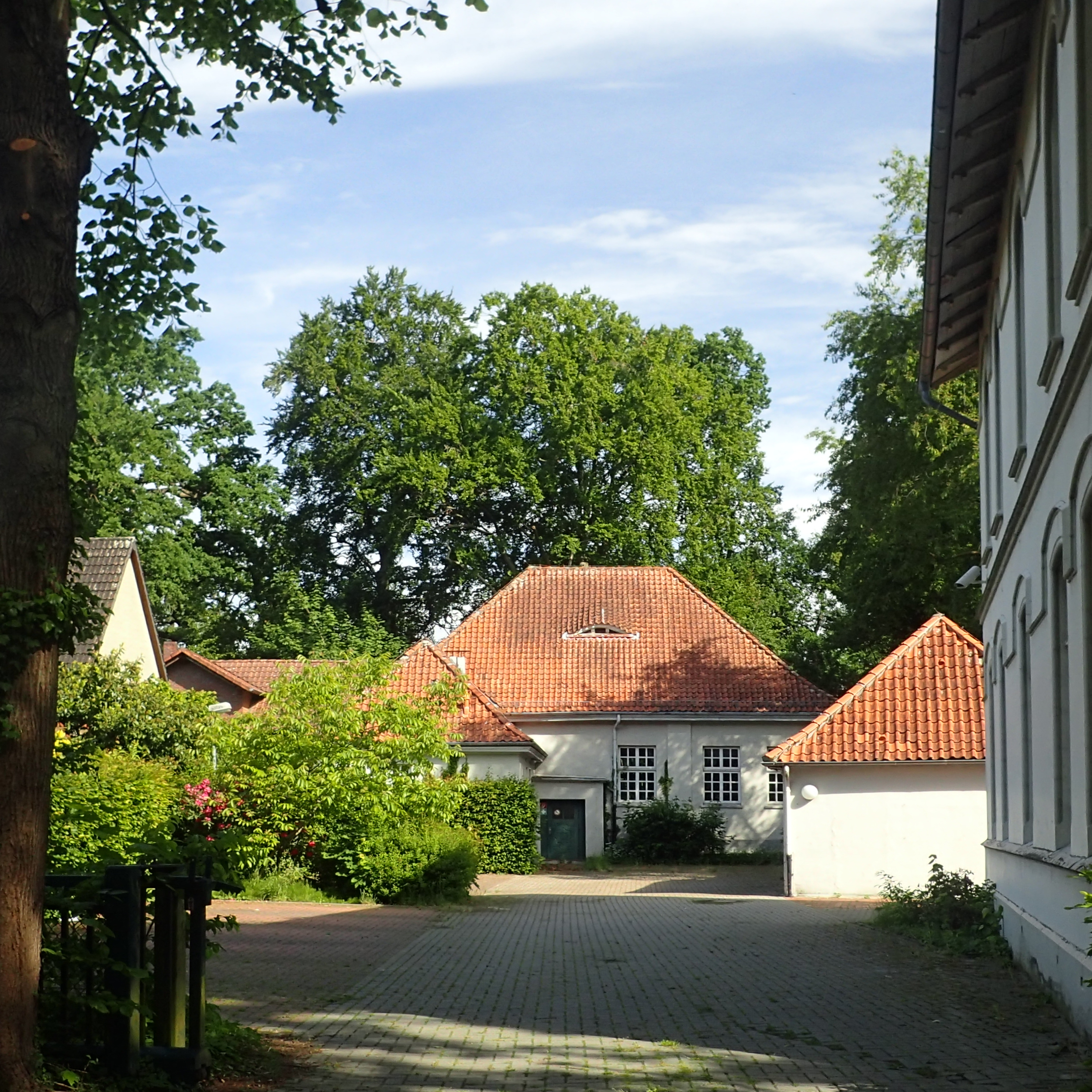
Turnhalle

- der eingeschossigen verputzten Turnhalle von 1908 mit Walmdach und kleiner Schwalbenschwanzgaube sowie seitlichen Nebengebäuden mit Eingang und Umkleiden.[3]

Die Landesdenkmalpflege befand: „... geschichtliche Bedeutung ... als erste Gehörlosenschule Niedersachsens ...“.